# Храм Преподобного Серафима Саровского (Курск)
Храм Преподо́бного Серафи́ма Саро́вского в Ку́рске — православный храм в историческом районе Цыганский бугор современного Железнодорожного округа города Курска. Памятник архитектуры местного значения.

## История

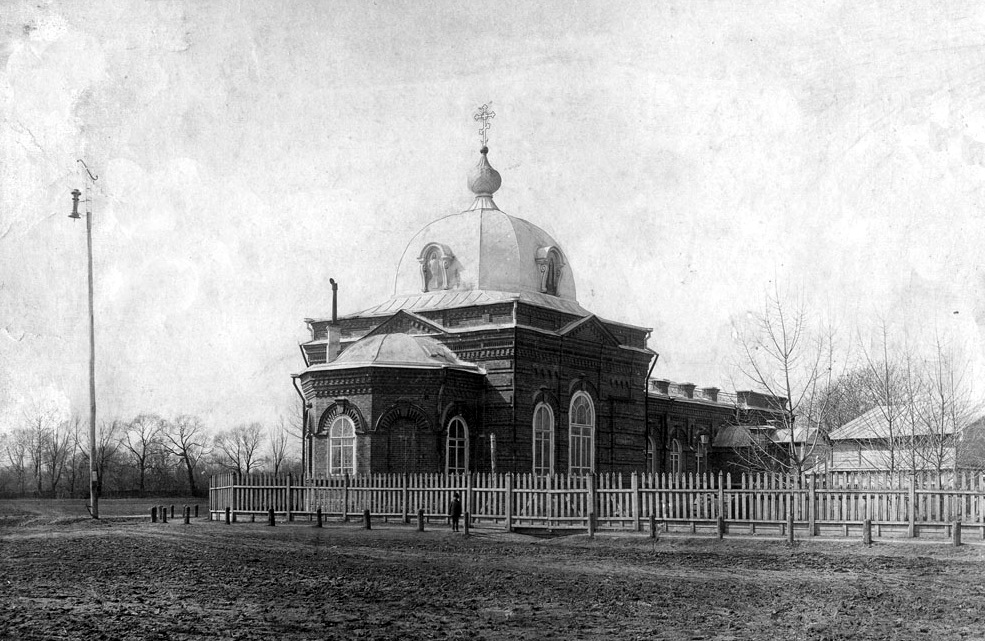
Храм Преподобного Серафима Саровского. Фотография начала XX века

Мысль о постройке храма возникла среди жителей нового в то время района города после канонизации уроженца Курска Серафима Саровского 19 июля 1903 года. Церковь была возведена на пожертвование (10 тысяч рублей) курского купца Ивана Васильевича Пузанова. Храм освящён епископом Питиримом 11 декабря 1905 года, однако из-за нечётко прописанного статуса церкви в завещании купца приход при Серафимовской церкви с причтом из священника Евгения Преображенского и псаломщика Александра Непочатых был открыт только 4 августа 1915 года согласно указу Его Императорского Величества Николая II о передаче церкви в ведение Духовного начальства и её преобразовании в приходской храм. После канонизации Святителя Иоасафа Белгородского в 1911 году в южной части храма организован придел его имени. Церковь изначально не имела колокольни, вместо неё применялся деревянный навес, устроенный в ограде храма.
В 1930-е годы храм был закрыт. В течение длительного времени здание использовалось как один из учебных корпусов школы № 12: под учебные классы и спортивный зал, а затем и под учебные мастерские. Лишь 15 января 1994 года в храме были возобновлены богослужения. В 2001 году пристроена колокольня, и церковь приобрела современный вид.

## Архитектура храма
Храм построен в кирпичном стиле с использованием декоративных возможностей фигурного облицовочного кирпича. Это кирпичный, неоштукатуренный, бесстолпный одноглавый храм, имеющий в плане сложную конфигурацию. Основой композиции является четверик, к которому с востока прилегает восточная пятигранная апсида. Церковь имеет алтарный полукупол и высокий сомкнутый свод четверика. Трапезная имеет удлинённую форму, к ней с южной стороны примыкает придел, сопоставимый с ней по площади, а с северной стороны пристроена 
колокольня высотой 16,5 м.

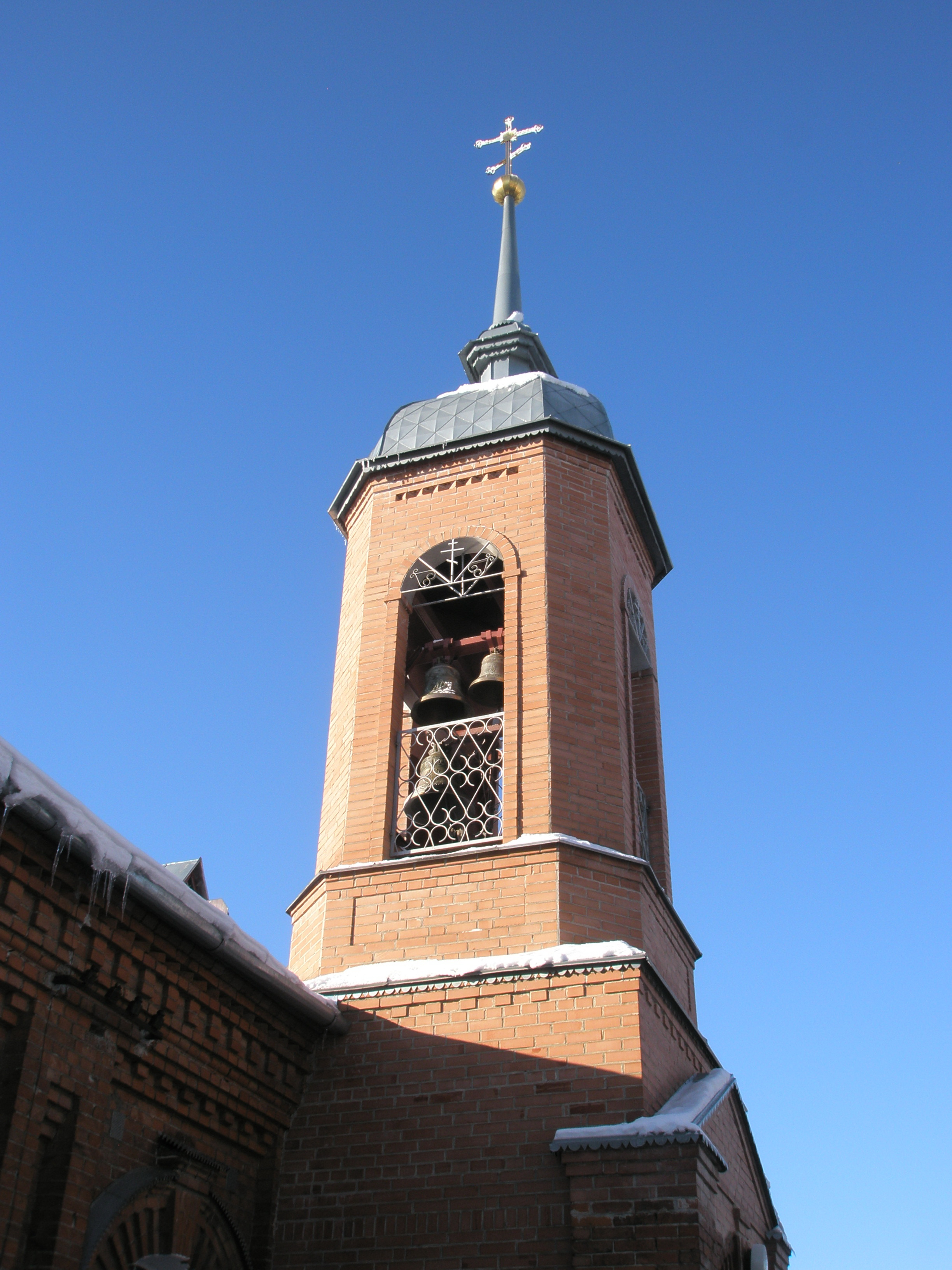
Колокольня Храма Преподобного Серафима Саровского
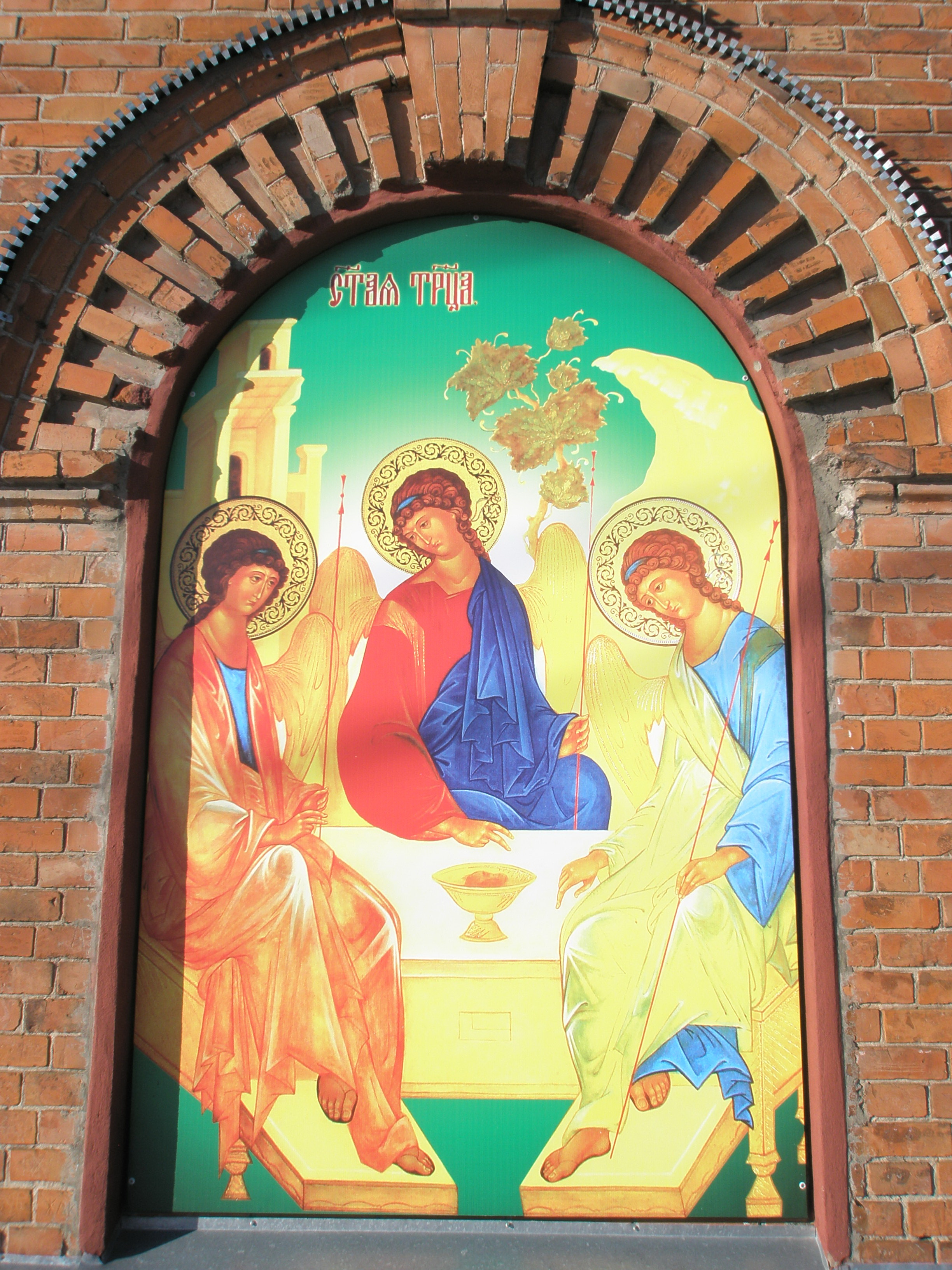
Пресвятая Троица на восточной стене Храма Преподобного Серафима Саровского

## Духовенство
- Настоятель храма - протоиерей Георгий Анненков[8]